# Meeting de Paris 2024
Il Meeting de Paris 2024 è stato la 39ª edizione dell'annuale meeting di atletica leggera, ottava tappa del circuito Diamond League 2024. Le competizioni hanno avuto luogo il 7 luglio 2024, presso lo Stadio Charléty, a Parigi, in Francia.

## Programma[1]
| # | Orario | Specialità             |
| - | ------ | ---------------------- |
| 1 | 13:12  | Lancio del martello    |
| 2 | 15:07  | Salto con l'asta       |
| 3 | 16:04  | 400 metri ostacoli     |
| 4 | 16:15  | 800 metri piani        |
| 5 | 16:23  | 3000 metri siepi       |
| 6 | 16:40  | Lancio del giavellotto |
| 7 | 16:42  | 110 metri ostacoli     |
| 8 | 17:06  | 3000 metri piani       |
| 9 | 17:21  | 200 metri piani        |

| # | Orario | Specialità          |
| - | ------ | ------------------- |
| 1 | 13:12  | Lancio del martello |
| 2 | 14:35  | Salto in alto       |
| 3 | 15:15  | Lancio del disco    |
| 4 | 16:19  | Salto in lungo      |
| 5 | 16:51  | 400 metri piani     |
| 6 | 17:00  | 100 metri piani     |
| 7 | 17:31  | 3000 metri siepi    |
| 8 | 17:50  | 1500 metri piani    |

     Specialità valide per la Diamond League

## Risultati
Di seguito i primi tre classificati di ogni specialità.

### Uomini
| Specialità             | 1º classificato   | Prestazione | 2º classificato   | Prestazione | 3º classificato  | Prestazione |
| 100 m                  | Jerome Blake      | 10"19       | Méba-Mickaël Zeze | 10"30       | Aymeric Priam    | 10"35       |
| 200 m                  | Alexander Ogando  | 19"98       | Tarsis Orogot     | 20"18       | Ryan Zeze        | 20"46       |
| 800 m                  | Djamel Sedjati    | 1'41"56     | Emmanuel Wanyonyi | 1'41"58     | Gabriel Tual     | 1'41"61     |
| 3000 m                 | Jacob Krop        | 7'28"83     | Stewart McSweyn   | 7'33"66     | Sean McGorty     | 7'33"87     |
| 110 m hs               | Sasha Zhoya       | 13"15 =     | Trey Cunningham   | 13"15       | Shunsuke Izumiya | 13"16       |
| 400 m hs               | Alison dos Santos | 47"78       | Rasmus Mägi       | 47"95       | Malik James-King | 48"37       |
| 3000 m siepi           | Abrham Sime       | 8'02"36     | Amos Serem        | 8'02"36     | Abraham Kibiwott | 8'06"70     |
| Salto con l'asta       | Armand Duplantis  | 6,00 m      | Sam Kendricks     | 5,95 m =    | Thibaut Collet   | 5,85 m      |
| Lancio del giavellotto | Julian Weber      | 85,91 m     | Anderson Peters   | 85,19 m     | Jakub Vadlejch   | 85,04 m     |
| Lancio del martello    | Paweł Fajdek      | 77,13 m     | Wojciech Nowicki  | 75,17 m     | Mykhaylo Kokhan  | 75,13 m     |

     Prestazione che stabilisce il nuovo record del meeting.

### Donne
| Specialità          | 1º classificato        | Prestazione | 2º classificato     | Prestazione | 3º classificato    | Prestazione |
| 100 m               | Patrizia van der Weken | 11"06       | Gina Bass           | 11"09       | Ewa Swoboda        | 11"16       |
| 400 m               | Marileidy Paulino      | 49"20       | Natalia Kaczmarek   | 49"82       | Salwa Eid Naser    | 49"82       |
| 1500 m              | Faith Kipyegon         | 3'49"04     | Jessica Hull        | 3'50"83     | Laura Muir         | 3'53"79     |
| 3000 m siepi        | Winfred Yavi           | 9'03"68     | Alice Finot         | 9'05"01     | Elizabeth Bird     | 9'09'07     |
| Salto in lungo      | Larissa Iapichino      | 6,82 m      | Plamena Mitkova     | 6,78 m      | Quanesha Burks     | 6,73 m      |
| Salto in alto       | Jaroslava Mahučich     | 2,10 m      | Nicola Olyslagers   | 2,01 m      | Angelina Topić     | 1,98 m =    |
| Lancio del disco    | Valarie Allman         | 68,07 m     | Jorinde van Klinken | 67,23 m     | Alida van Daalen   | 65,78 m     |
| Lancio del martello | Brooke Andersen        | 73,27 m     | Alexandra Tavernier | 69,73 m     | Janee' Kassanavoid | 69,66 m     |

     Prestazione che stabilisce il nuovo record del meeting.